# Oligembia gigantea
Oligembia gigantea is een insectensoort uit de familie Teratembiidae, die tot de orde webspinners (Embioptera) behoort. De soort komt voor in Venezuela.
Oligembia gigantea is voor het eerst wetenschappelijk beschreven door Ross in 1944.